# Vincelles (Marne)
Vincelles település Franciaországban, Marne megyében. Lakosainak száma 326 fő (2022. január 1.). Vincelles Trélou-sur-Marne, Champvoisy, Dormans és Verneuil községekkel határos.

## Népesség
A település népessége az elmúlt években az alábbi módon változott:
| Lakosok száma | 382  | 358  | 309  | 301  | 343  | 299  | 290  | 308  | 317  | 326  |
|               | 1968 | 1982 | 1990 | 2006 | 2013 | 2015 | 2017 | 2019 | 2020 | 2022 |